# Nietonafriella euclypeata
Nietonafriella euclypeata (лат.) — вид тлей, единственный в составе рода Nietonafriella из подсемейства Aphidinae. Эндемики Южной Америки (Аргентина).

## Описание
Мелкие насекомые, длина 1,6—2,2 мм, от зеленовато-желтого до темно-зеленого цвета, иногда с более темно-зеленой, оранжевой или красновато-коричневой полосой между основаниями трубочек и вокруг них. Крылатые формы имеют 11-19 вторичных ринариев на ANT III. Однодомные голоциклические тли, с бескрылыми самцами.
Ассоциированы с верхушками молодых стеблей растений Eupatorium patens. Близок к тлям рода Uroleucon (Lambersius). Вид был впервые описан в 1998 году по типовым материалам из Аргентины и выделен в отдельный монотипический род Nietonafriella. Один из южноамериканских видов, напоминающий Uroleucon (Lambersius), но с увеличенным наличником..
- Nietonafriella Ortego, 1998
  - Nietonafriella euclypeata Ortego, 1998